# 托木斯克人号列车
“托木斯克人号”列车（俄语：Поезд «Томич»，也翻译为“托米奇号”）是俄羅斯鐵路的一列特快旅客列车，來往俄羅斯首都莫斯科和托木斯克州首府托木斯克之間，开行于1966年9月30日，并在1967年获得品牌客运列车称号。列车全程运行时间约为56小时，运行距离为3,757公里。
“托木斯克人号”列车编组由1辆特等卧铺车、7辆一等卧铺车、8辆二等卧铺车、1辆餐车和1辆宿营车组成，客车车辆由西西伯利亚铁路局托木斯克-II车辆段（ЛВЧД-20）进行整备。列车早期曾经采用棕色和奶黄色的车身涂装；从1994年开始，列车色彩改为采用墨绿色和天蓝色，两种颜色分别代表西伯利亚的森林和蓝天。2009年，“托木斯克人号”列车更换为特维尔车辆制造厂新造的61-4440型铁路客车，列车采用了俄罗斯铁路标准的灰色涂装。
1990年代初，俄罗斯铁路调整了“托木斯克人号”列车在莫斯科至基洛夫区段的运行路线，列车不再经由彼尔姆运行，改为经由喀山和阿尔扎马斯运行，并改由莫斯科的喀站始发终到。2001年，列车又恢复从主要接发西伯利亚和远东地区旅客列车的雅站始发终到。2005年10月，为了节省营运成本，俄罗斯铁路决定取消“托木斯克人号”列车的独立运行，改为合并到库兹巴斯号列车，但从2006年2月起“托米奇号”列车又再恢复正常营运。从2010年的冬季运行图实施开始，在客流淡季期间“托木斯克人号”列车和“库兹巴斯号”列车在托木斯克至新西伯利亚区段合并运转，而在夏季客流高峰期间两列列车则分别独立运行。